# Славяногорское катакомбное поселение на Северском Донце
Славяногорское поселение – редкий тип однослойного бытового памятника, иллюстрирующего содержание материальной культуры и хозяйственной деятельности населения раннего периода харьковско-воронежской позднекатакомбной культуры бассейна Северского Донца. Поселение расположено на восточной окраине г. Славяногорска (ныне – Святогорск) Донецкой области. Памятник был выявлен и исследован в 1981 году С.Н. Санжаровым за счет средств Донецкой областной организации общества охраны памятников истории и культуры. В исследованиях в качестве консультанта принял участие С.Н. Братченко. Материалы раскопок поселения хранятся в Археологическом музее Далевского университета.

## Общая характеристика поселения
Поселение занимает мысообразный край песчаной боровой террасы левого берега Северского Донца. Вытянуто по линии юго-запад – северо-восток вдоль современного русла реки. Между рекой и террасой расположено старичное озеро Банное. Общая площадь составляет 10 х 25 м и возвышается на 7-8 м над пойменной зоной.
Исследовалась сохранившаяся северо-восточная половина поселения. В 1981 г. здесь заложен раскоп площадью 310 метров квадратных. Сохранившийся культурный слой расчищался исключительно вручную раскопочными инструментами с оставлением находок на останцах и последующей фиксацией на плане.
В стратиграфических разрезах прослеживались: материк, представленный светлым песком, залегающий на глубине около 1 м; над ним – слой желтой супеси толщиной 0,4-0,5 м; сверху – слой серой супеси мощностью 0,4-0,5 м; гумусированный поверхностный слой толщиной 0,3 м. В восточной части раскопа имелась заплывшая древняя ложбина.
Культурные остатки сосредоточены в центральном секторе раскопа в пределах слоев серой и желтой супеси на глубине 0,3-1 м от поверхности. Они состояли из фрагментов сосудов, костей животных и отдельных изделий. Их расчистка установила извилистую полосу скоплений шириной 4-6 м и длиной до 20 м. Скопление огибало большой прямоугольный участок в северо-западной части раскопа, фактически лишенный находок. Южнее этого участка зафиксирована прямоугольная хозяйственная яма (0,7 х 0,6 м), углубленная в материк на 0,82 м. В заполнении найдены кухонные остатки. По всей видимости, полоса скоплений расчищенных материалов оконтуривала юго-восточную часть большого наземного жилища, размером не менее 10 х 6 м, прямоугольной формы. Очажные пятна не зафиксированы в плане, однако участки прокаленного грунта встречались многократно.

## Материальная культура
Всего при исследовании Славяногорского поселения получено 5742 фрагментов сосудов, 71 изделий из камня и 687 – из кремня. В состав керамической коллекции, судя по подсчетам шеек, вошли обломки от 450 сосудов. Из них 80 % орнаментированы. Выделяются высокошейные и короткошейные формы, амфорки, реповидные сосуды, чаши и миски.
В коллекции преобладают сосуды с раструбной и прямой шейками (не менее 414 экземпляров). Длина их шеек составляет 1/7-1/8 общей высоты сосудов. Переход от основания шеек к плечикам осуществляется посредством плавного изгиба. Некоторая реберчатость на внутренней поверхности горла наблюдается только на отдельных горшках с сильной степенью раструбности шеек. Особенностью конфигурации шеек архаических форм можно считать неравномерность их толщины, выпуклый характер поверхности, утолщение в центральной части . На 15 сосудах прослеживались почти вертикальные шейки, сопоставимые с цилиндрической (кубковидной) формой.
Плечики на высокошейных сосудах слегка скруглены и размещены на уровне верхней трети высоты корпуса, как бы нависая над придонными частями без признаков закраин. Только изредка фиксируются четкие поддоны. Некоторые экземпляры демонстрируют уплощенную поверхность плечиков.
Орнаменты выполнены отпечатками простого одинарного и двухрядного шнура, различными защипами и штампами, выделенными и налепными валиками, прочерками. Обычно шейки украшены круговыми многоярусными поясками из глубоких вдавлений шнура, иногда с отпечатком зигзага сверху. Зигзаг присутствует и как самостоятельный декор со штриховкой нижних углов, имитирующих треугольные фигуры вершинами вверх. Встречен и многорядный зигзаг. Отмечено чередование треугольников и лопастей, круговые ряды лопастей. Имеет место и чередование круговых зон шнуровых вдавлений с вертикальными.
Системной орнаментацией поверхности плечиков являются шнуровые треугольники и лопасти, обращенные вершинами вверх. Иногда лопасти вписаны в нижние ряды шнуровых зигзагов, реже – размещены в два ряда. Весьма редко плечики украшены шнуровым узором из горизонтальной елочки.
На многих сосудах из Славяногорского поселения в общую композицию вписаны шнуровые оттиски и разнообразные валики. Встречены ситуации, когда шнуром украшена верхняя часть сосуда, а валиками – нижняя. Часто шнур и валики чередуются в орнаментации как шеек, так и плечиков. Установлена ситуация, когда валиками дублируется выполнение тех же элементов и сюжетов, что и шнуром: круговые пояски, треугольники и зигзаги, чередование горизонтальных и вертикальных зон.
Сами валики подразделяются на выделенные (оттянутые, сформированные из сырой поверхности), налепные со скругленными или приостренными спинками и фигурные в виде мелкой волнистой полосы, часто с насечками. Поясками из валиков корпус сосуда расчленяется на шейный, плечевой и придонный сектора, украшенные различными способами. На шейках размещаются одиночные и многорядные валики, нередко разнотипные. Поверхность спинок валиков дополнительно оформлена насечками, штампами и защипами. Часто шейки орнаментированы чередующимися вертикальными валиками. На поверхности плечиков фиксируются валиковые треугольники и зигзаги. Придонные части сосудов украшены валиками различных комбинаций – горизонтальными и вертикальными. В составе схем налепных валиков отмечено использование налепных шишечек.
Реповидной формой отличаются фрагменты семи горшков. Наиболее крупные из них украшены выразительными поясками на поверхности пологих плечиков. Орнаментированные зоны состоят из выделенных чередующихся валиков, вписанных в них шнуровых зигзагов. На плечиках отмечены как валики с насечками, так и шнуровые треугольники.
Особо пышно орнаментированы обломки от 8 чашевидных сосудов. Все чаши имеют плавный изгиб боковин и слабую степень скошенности края. В их орнаментации присутствуют шнуровые и прочерченные пояски, заполненные насечками и прочерками в елочку.
Обломки от двух амфорок относятся к редким типам катакомбной поселенческой керамики. Они репрезентованы небольшими, тщательно изготовленными горшками с высокими слабораструбными шейками и покатыми плечиками. В месте максимального расширения боковин крестообразно прикреплены 4 вертикальных ушка с горизонтальными отверстиями. Шейки украшены поясками из прочерков и вдавлений шнура, мелкими насечками и короткими шнуровыми оттисками, зоной дуговидных шнуровых штампов, прочерченными зигзагами.
Прочие находки включают фрагменты трех каменных сверленых топоров-молотков. Два из них принадлежат обушково-ромбическому типу. Наиболее многочисленную серию каменных орудий труда составляют песчаниковые абразивные плитки и их обломки (36 экз.).
Общее количество кремнёвых артефактов Славяногорского поселения включает 687 предметов. Характер кремнёвых изделий дает некоторое основание рассматривать поселение в качестве мастерской по изготовлению наконечников дротиков и скребков. Здесь выявлено 3 аморфных обломка нуклеусов, 17 отбойников  и один доломитовый ретушер, встречены фрагменты от 7 наконечников дротиков. Шесть наконечников были повреждены в процессе использования дротиков в качестве метательного оружия, а один обломался в ходе изготовления из-за технологического брака. Судя по сохранившимся деталям острия, сердцевины и черешка, наконечники дротиков имели иволистную форму и выраженный черешок. Изготовлены они способом двусторонней оббивки и ретушированием заготовок из плоских галек и продолговатых отщепов в технике «сохранения основы».
Обнаруженные скребки (9 экз.) принадлежат концевым формам. Изготовлены на отщепах. Скребущие функции могли выполнять и найденные шесть ретушированных отщепов. Три пластинчатых отщепа также ретушированы по сторонам. Все кремнёвые материалы демонстрируют технику расщепления галек с целью получения крупных отщепов в качестве заготовок для последующего производства орудий – наконечников дротиков, скребков и отщепов с ретушью
Орудия из кости малочисленны и состоят из двух фаланг крупного рогатого скота со сквозными отверстиями в центральной части.

## Остеологический материал памятника
Обнаруженные в культурном слое поселения кости животных представляют собой обычные кухонные остатки. Об этом свидетельствует раздробленность костей и наличие на них зарубок, оставленных при разделке туш.
Определение остеологического материала устанавливает наличие в составе стада населения Славяногорского поселения быка домашнего (в пищу шли в основном взрослые особи), овцы домашней и козы домашней (основную долю костей составляли остатки взрослых особей), свиньи домашней (половину съеденных животных составляли молодые и полувзрослые особи, что свидетельствует о мясном направлении свиноводства), лошади домашней (остатки взрослых толстоногих и полутонконогих особей) и собаки домашней. Возрастной состав названных домашних животных свидетельствует о наличии хорошей кормовой базы скотоводства, поскольку в пищу шли в основном взрослые особи. Кормов хватало не только для того, чтобы прокормить основное поголовье стада, но и для подрастающего молодняка.
Охота на диких млекопитающих обеспечивала дополнительный источник продуктов питания, получение ценного меха и шкур для одежды. На поселении выявлены кости зайца-русака, бобра речного, лисицы обыкновенной, оленя благородного, лося, тура или первобытного быка. Состав охотничьей добычи указывает на наличие около Славяногорского поселения больших лесных массивов.
По всей видимости, у обитателей катакомбного Славяногорского поселения основным видом хозяйственной деятельности было подвижное скотоводство, носящее сезонный характер. Отсутствие костей тонконогих лошадей свидетельствует о слабой подвижности населения. Здесь не выявлены находки, характерные для летнего цикла деятельности, орудия труда, подтверждающие наличие земледелия. В летний период осуществлялся вольный выпас свиней в лесах вблизи регулярных мест зимовок. Охота носила вспомогательный промысловый характер.